# 丰乐镇 (民乐县)
丰乐镇，是中华人民共和国甘肃省张掖市民乐县下辖的一个乡镇级行政单位。

## 行政区划
丰乐镇下辖以下地区：
武城村、易家湾村、卧马山村、白庙村、张满村、新庄村、刘庄村、涌泉村、双营村和何庄村。